# Adelaide Ames
Adelaide Ames (Rock Island, Illinois, 3 de junio de 1900-Squam Lake, Minnesota, 26 de junio de 1932) fue una astrónoma y asistente de investigación en la Universidad de Harvard.

## Trayectoria
Adelaide estudió en el Vassar College hasta 1922 y después estudió en el Radcliffe College, donde se acababa de crear el programa de estudios en astronomía. Se graduó en 1924, siendo la primera mujer con un máster en astronomía en aquella universidad. Inicialmente, ella había pensado ser periodista, pero no halló trabajo en el área, por lo que aceptó un trabajo como asistente de investigación en el Harvard College Observatory (HCO), cargo que ejerció hasta su muerte. El foco de su trabajo era catalogar las galaxias en las constelaciones Coma y Virgo. En 1931, el catálogo fue concluido incluyendo cerca de 2800 objetos. Ese trabajo le valió el ingreso en el "International Committee for Nebulae".
Fue miembro de la American Astronomical Society y contemporánea de Cecilia Payne-Gaposchkin su amiga más próxima en el observatorio.

### Investigación en Harvard
En 1921, Harlow Shapley comenzó a dirigir el del HCO, y poco después contrató a Adelaide como asistente. Su trabajo inicial consistía en la identificación de objetos para el Nuevo Catálogo General de Nebulosas y Cúmulos de Estrellas (NCG). En 1926, ella y Shapley publicaron varios artículos sobre los formatos, colores y diámetros de 103 galaxias NGC. En 1930, ella publicó A catalog of 2778 nebulae including the Coma-Virgo group, que identificaba 214 objetos para el NCG y 342 objetos para el Catálogo Índice en el área del Cúmulo de Virgo.

### Catálogo Shapley-Ames
Durante su estancia en el Observatorio de Harvard, trabajó con Harlow Shapley en el catálogo Shapley-Ames, que lista galaxias más allá de la decimotercera magnitud. De sus observaciones de aproximadamente 1250 galaxias, encontraron evidencia de que los aglomerados próximos al polo norte de la Vía Láctea, difieren de los del polo sur. Esos resultados fueron significativos porque descubrieron desniveles generales en la distribución de galaxias que diferían de la presunción de isotropía.
El 26 de junio de 1932, el mismo año en que el catálogo Shapley-Ames fue publicado, Ames se ahogó durante un paseo en barca con un amigo en Squam Lake, al volcar el bote. Su cuerpo fue encontrado tras diez días de búsqueda. Murió con sólo 32 años. Fue enterrada en el Cementerio Nacional de Arlington.